# 全日本テニス選手権
全日本テニス選手権（ぜんにほんテニスせんしゅけん）は、日本テニス協会が主催するテニス大会。

## 歴史
- 1922年 男子シングルス・男子ダブルス初開催[1][2]
- 1924年 女子シングルス・女子ダブルス初開催[3][4]
- 1935年 混合ダブルス初開催[5]
- 1941年 大会そのものが開催されず
- 1942年 混合ダブルス開催されず[5]
- 1943年 - 1945年 大会そのものが開催されず
- 1979年 賞金が授与されるプロアマオープントーナメントとなる
- 2020年 男子ダブルス・女子ダブルス・混合ダブルス開催されず[2][4][5]
- 2021年 - 混合ダブルス開催なし[6]

## 会場
1983年まで東西交互開催を基本としていた。
1924年は男女とも関東開催としたが、会場は男子が慶應義塾大学、女子が東京ローンテニスクラブと別々にした。1925年から1936年まで男子は関西→関東→の順、女子は関東→関西→の順としたが、1937年以降は男女とも関西→関東→の順、加えて会場も同一にした。なお、1935年と1936年の混合ダブルスは男子と同じ会場だった。
男子のみ使用した会場は、関東では帝大、早大、上井草、大森、明大、関西では築港、浜寺。女子のみ使用した会場は、関東では東京ローン、お茶の水。男女とも使用した会場は関東では慶大、田園、パレス、朝日生命久我山、関西では豊中、神崎川、甲子園、中モズ、靱庭球場。
例外的に名古屋開催が2回あり、会場は1951年は栄、1976年は名城庭球場が使用された。
1984年からは有明テニスの森公園での開催で固定されている。各決勝戦およびシングルス準決勝はセンターコートたる有明コロシアムで行われる。ただし、2018年は靱テニスセンター、2021年はビーンズドームで開催された。

## スポンサー
2005年にはニッケブランドの日本毛織がスポンサーとなり、ニッケ・全日本テニス選手権として開催された。2013年をもって日本毛織がスポンサーを降板したため、2014年と2015年は橋本総業の特別協賛となった。2016年は三菱グループがタイトルスポンサーとなった。2021年はリポビタン、2023年は三菱電機ビルソリューションズがタイトルスポンサーとなった。

## 大会方式

### 参加資格
1. 日本国籍保持者でJTA加盟団体または傘下団体たる以下の団体に所属、かつJTA選手登録者。
  1. 都道府県テニス協会
  2. 全日本学生テニス連盟
  3. 全国高等学校体育連盟テニス部
  4. 全国高等専門学校体育協会テニス部
  5. 全国中学校テニス連盟
2. 外国人で、参加申込み締切日までに引き続き36か月以上日本に在住、かつ当大会選手選考日より過去1年間にJTT大会に2大会以上の出場者。
3. 外国人で、参加申込み締切日までに引き続き12か月以上日本に在住、かつ中学、高校、大学または専門学校に在籍している者。

### ドロー
本戦
|      | 男子単 | 男子複 | 女子単 | 女子複 | 混合複 |
| ---- | ------ | ------ | ------ | ------ | ------ |
| DA-1 | 29     | 17     | 30     | 18     | 7      |
| DA-2 | 4      | 4      | 3      | 3      | -      |
| QA   | 6      | 6      | 6      | 6      | -      |
| QB   | 3      | 3      | 3      | 3      | -      |
| QC   | 3      | -      | 3      | -      | -      |
| WC   | 3      | 2      | 3      | 2      | 1      |
| 計   | 48     | 32     | 48     | 32     | 8      |

1. ↑  JTAランキング上位
2. ↑  賞金総額100万円以上の地域選手権
3. ↑  A予選
4. ↑  B予選
5. ↑  C予選
6. ↑  主催者推薦

予選
|       |       | 男子単 | 男子複 | 女子単 | 女子複 |
| ----- | ----- | ------ | ------ | ------ | ------ |
| A予選 | DA    | 44     | 21     | 44     | 21     |
| A予選 | WC    | 4      | 3      | 4      | 3      |
| A予選 | 計    | 48     | 24     | 48     | 24     |
| B予選 | B予選 | 5      | 5      | 6      | 6      |
| C予選 | C予選 | 47     | -      | 47     | -      |

1. ↑  DA-1を除くJTAランキング上位者
2. ↑  主催者推薦
3. ↑  賞金総額100万円未満の地域選手権（プロアマオープン大会）
4. ↑  都道府県予選

### 地域選手権
太字は賞金総額100万円以上の地域選手権。
1. 北海道テニス選手権 はまなすカップ
2. ダンロップ・三菱地所カップ 東北オープンテニス選手権
3. 北信越テニス選手権
4. 関東オープンテニス選手権
5. ダンロップ 東海中日テニス選手権
6. 関西オープンテニス選手権（男子・女子）
7. 中国テニス選手権
8. 四国テニス選手権
9. 九州テニス選手権

### 競技方式
ノックアウトトーナメント方式を採用。
予選の試合方式
- シングルス：ザ･ベスト・オブ・3 タイブレークセット
- ダブルス：ノーアド・ファイナルセット10 ポイントマッチタイブレーク方式

いずれもセルフジャッジ方式
本戦の試合方式
- 男女シングルス・ダブルス：ザ･ベスト･オブ･3 タイブレークセット
- 混合ダブルス：ノーアド・ファイナルセット10 ポイントマッチタイブレーク方式

いずれもアンパイアを配置

### 表彰
優勝者には男子シングルスは天皇杯、女子シングルスは秩父宮妃記念盾、男子ダブルスは摂政宮杯、女子ダブルスは朝吹杯、混合ダブルスはJTA杯がそれぞれ贈呈される。なお、男女シングルスの優勝者には協賛者杯も贈られる。
賞金については、2015年度の総額は2846万円であり、優勝賞金はシングルス400万円、ダブルス50万円、混合ダブルス16万円。本戦出場者も成績に応じた賞金が獲得できる。

## 放送
シングルス決勝戦の模様はNHK BSで中継される。
加えて日本テニス協会公式YouTubeチャンネルで本戦4面、予選2面のライブ配信もされる。